# Arkuszów
Arkuszów – dawny przystanek kolejki wąskotorowej w Rakówce, w gminie Raków, w województwie świętokrzyskim.